# Olga Quiñones Fernández
Olga Quiñones Fernández (Salinas de Castrillón, Astúrias, 1940 – Valência, 6 de junho de 2014) foi uma advogada e feminista espanhola, que exerceu como professora na Universidade de Valência e desempenhou os cargos de vice directora da Escola Universitária de Magisterio Ausiàs March, de secretária da Faculdade de Ciências Sociais e de vice decana da mesma.
Estudou Direito e Filosofia e Letras na Universidade de Valência. Foi professora da Escola de Magisterio de Valência,  e na década das 60 foi professora de Psicologia, e a partir dos anos noventa, professora de Sociologia da Universidade de Valência até 2011. Foi subdirectora geral do Instituto Valenciano da Mulher e directora da Unidade de Igualdade da Universidade de Valência.